# Roussac
Roussac foi uma comuna francesa na região administrativa da Nova Aquitânia, no departamento de Alto Vienne. Estendia-se por uma área de 24,18 km². Em 2010 a comuna tinha 1 338 habitantes (densidade: 55,3 hab./km²).
Em 1 de janeiro de 2019, passou a fazer parte da nova comuna de Saint-Pardoux-le-Lac.